# Saki Shimizu
Saki Shimizu (in lingua giapponese 清水 佐紀; Tokyo, 22 novembre 1991) è una cantante giapponese.

## Carriera
La sua carriera comincia nel 2002 quando passa le audizioni per entrare nell'Hello! Project Kids, un gruppo musicale di adolescenti formato dalla Hello! Project.
Nel 2003 è entrata a far parte del gruppo ZYX. Nel 2004, invece, è stata scelta insieme a Momoko Tsugunaga come membro del girl group Berryz Kobo.
Dal 2008 al 2015 è stata componente del gruppo High-King.
Dal 2012 al 2015 invece ha lavorato nelle Green Fields.